# Moisés de Leão

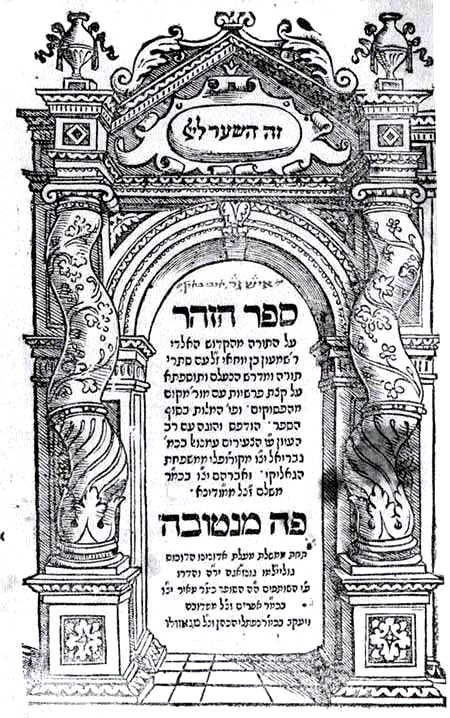
Página de título da primeira edição do Zohar, Mantua, 1558. Library of Congress

Moisés de Leão (em hebraico: משה בן שם-טוב די-ליאון; romaniz.: Moshe ben Shem-Tov; em ladino: Moshe ben Sem Tob de León; Leão, 1250 – Arévalo, 1305) foi um erudito judeu sefardita, rabino e cabalista.

## Biografia
Como a maioria dos judeus cabalistas, sua vida é obscura e envolta em mistérios e controvérsias. O que se sabe ao certo é que, até 1290 viveu em Guadalajara. Depois viajou muito e finalmente se estabeleceu em Ávila, em uma das suas viagens a Valhadolide, lá conheceu um cabalista palestino chamado Isaque filho Samuel, do Acre (como registrado no diário de Isaque). Moisés disse a ele que possuía o manuscrito original do Zohar, de séculos de idade (cópias já começaram a circular desde a década de 1280). Foi então que Moisés prometeu levar Isaque até sua casa em Ávila, se fosse verdadeiramente o Zohar de autoria do rabino Simeão (um renomado milagreiro, do século II), o manuscrito original seria de inestimável valor. Infelizmente Moisés morreu a caminho de casa em Arévalo e assim não pode cumprir a promessa feita a Isaque, posteriormente Isaque ouviu rumores de que a esposa de Moisés havia negado a existência desse manuscrito e que tinha sido o próprio Moisés que havia escrito o Zohar.

## Escritos
Escritor cabalista; autor ou redator do Zohar; é uma questão muito controversa. Estava familiarizado com os filósofos da Idade Média e com toda a literatura mística, e conhecia e usava os escritos de Salomão ibne Gabirol, Judá ha-Levi, Maimônides e outros.
Sabia encantar com frases brilhantes e marcantes sem expressar qualquer pensamento bem definido. Ele era um escritor pronto e escreveu várias obras místicas e cabalísticas em rápida sucessão.
No abrangente "Sefer ha-Rimmon," escrito em 1287 e ainda existente em manuscrito, ele tratou do ponto de vista místico os objetos e as razões das leis rituais, dedicando o livro a Todros ben Judah Halevi Abulafia.
Em 1290 escreveu "Ha-Nefesh ha-Ḥakamah" ou "Ha-Mishḳal," que mostra tendências cabalísticas ainda maiores. Nesta obra ele ataca os filósofos da religião e lida com a alma humana como "uma espécie de protótipo celestial," com seu estado após a morte, com sua ressurreição e com a transmigração das almas.
Em 1292 escreveu "Sheḳel ha-Ḳodesh," outro livro do mesmo tipo, é dedicado a Todros HaLevi Abulafia.
Em 1293 escreveu "Mishkan ha-'Edut", ou "Sefer ha-Sodot", onde ele trata do céu e do inferno, depois trata do livro apócrifo de Enoque; também de expiação. Ele escreveu também uma explicação cabalística do primeiro capítulo de Ezequiel.

### O Zohar
No final do século XIII, começa a grande controvérsia, Moisés de Leão teria escrito ou compilado o midrash cabalístico para a Torá cheio de estranhas alegorias místicas, e atribuído a Simeão filho de Yoḥai, o grande santo dos Tannaim. O trabalho, escrito em aramaico peculiar, é intitulado Midrash do rabino Simeão filho de Yoḥai, mais conhecido como o Zohar. O livro despertou suspeita desde o início. A história corre que após a morte de Moisés de Leão, um homem rico de Ávila ofereceu a viúva, que havia sido deixada sem meios, uma grande quantia de dinheiro para o original do qual o marido havia feito a cópia, e que ela então confessou que o próprio marido foi o autor do trabalho. Ela lhe perguntará várias vezes, ela disse, por que ele colocou seus ensinamentos na boca de outro, mas ele sempre respondeu que as doutrinas colocadas na boca do milagreiro Simeão filho de Yoḥai seriam uma rica fonte de lucro. Outros acreditavam que Moisés de Leão escreveu o livro pelo poder mágico do Santo Nome. De qualquer forma, o conteúdo do livro foi aceito e aprovado por todos os cabalistas, e não pode de modo algum ser considerado como meras invenções e falsificações de Moisés de Leão. A final  os mesmo que acusam ser uma falsificação omitiram o suposto testemunho da esposa de de Leão a favor do, testemunho feitos sob juramento de seus discípulos, a saber Jacó e José ben Todros, os quais alegam sob juramento que o trabalho não fora escrito por de Leão. O testemunho de Isaque, publicado na primeira edição do Sefer Yuchasin (1566), foi censurado a partir da segunda edição (1580), e permaneceu ausente de todas as edições posteriores até sua restauração quase 300 anos depois, na edição de 1857.

## Pensamento acadêmico
Entre os acadêmicos que teorizaram a respeito do Zohar estão Isaiah Tishby e Gershom Scholem. Gershom um dos grandes estudiosos moderno do misticismo judaico, ao rejeitar o testemunho da viúva de de Leão, se convenceu de que o Zohar é mesmo Medieval. Scholem também não concordou e descartou as conclusões de Graetz, Scholem: 
"Não há nada no caráter do Zohar e dos escritos hebraicos de Moshe de Léon que justificam esta visão ... Nem há nada neles que possa predispor alguém a considerar o alegado comentário cínico para sua esposa como autêntico; pelo contrário, a maneira pela qual essa observação está relacionada sugere que ela deve sua origem ao despeito de pessoas mal direcionadas ao autor. "(Major Trends, ibid.)
Mesmo assim, Scholem não aceita a autoria de Rashbi, e aponta algumas áreas: Enganos e erros topográficos; Linguagem e Gramática; Vocabulário e fraseologia; Conceitos medievais encontrados no Zohar; Erros biográficos e cronológicos.
Mas basta pesquisar e ver que muitos estudiosos tradicionais modernos sustentam que de Leão, não é o autor do Zohar. O próprio rabino Aryeh Kaplan, observou que possuía em suas mão um manuscrito de Isaque no qual ele dizia que não acreditava que de Leão havia escrito o Zohar. O rabino Moshe Miller possui um trabalho extenso em que, trata sobre os apontamentos de Scholem e Tishby, que finaliza, assim: 
Embora existam definitivamente alguns assuntos surpreendentes no Zohar, uma pequena pesquisa geralmente revelará que eles não são tão surpreendentes quanto aparecem pela primeira vez, como mostrado acima. Além disso, algumas dessas anomalias podem ser atribuídas às mãos dos copistas. [...] O Zohar como livro fonte - Para fontes anteriores ao rabino Moshe de Leon (por exemplo, os Gaonim ) que citam ou confiam no Zohar, veja Kadmut Sefer HaZohar , do rabino David Luria . Além disso, veja o artigo do Dr. Chaim David Chavel, Sefer HaZohar k'makor Chashuv l'Pirush HaRamban, e o artigo do Rabino Reuven Margolis, HaRambam v'HaZohar . Além disso, as últimas opiniões acadêmicas discordam fortemente com Scholem; veja " Kabbalah , Novas Perspectivas" do Prof. Moshe Idel . Uma das áreas que o Prof. Moshe Idel examina é o Zohar como uma fonte de misticismo cristão, provando a conclusão oposta de acadêmicos anteriores como Graetz (que acreditava que o Gnosticismo Cristão influenciou o autor do Zohar).